# Roland Lohkamp
Roland Lohkamp (* 10. Juni 1944 in Mömbris, Unterfranken) ist ein deutscher Diplomat. Zuletzt war er Botschafter in Bukarest.

## Leben
Aufgewachsen in München, machte Roland Lohkamp 1963 das Abitur. Anschließend leistete er Wehrdienst, den er 1965 als Leutnant beendete. An der Ludwig-Maximilians-Universität München und der Universität Genf studierte er Rechts- und Politikwissenschaften. Er wurde 1972 Diplom-Politologe und legte 1974 das zweite juristische Staatsexamen ab. Dem Eintritt in den Auswärtigen Dienst (1975) folgten Verwendungen an der Botschaft in Japan (politische Abteilung), im Auswärtigen Amt in Bonn (Pressereferat) und an der Botschaft in Thailand (Leiter des Wirtschaftsdienstes). Von 1988 bis 1989 war er Stellvertretender Leiter des Südasien-Referats im Auswärtigen Amt. Nach einer Verwendung an der Deutschen Ständigen Vertretung bei der NATO in Brüssel wurde er 1991 Leiter des Referates 242 (Konventionelle Rüstungskontrolle) im Auswärtigen Amt.
Von 1994 bis 1999 war Lohkamp Pressesprecher von Bundespräsident Roman Herzog. Nach dieser Tätigkeit wurde er 1999 Leiter der Unterabteilung für Konsularfragen im Auswärtigen Amt. Von 2001 bis 2002 war der Ministerialdirigent Beauftragter für Migrations-, Asyl- und Visumfragen in der Rechtsabteilung des Auswärtigen Amtes. Der parteilose Diplomat soll laut SPIEGEL (vom 21. Februar 2005, S. 22 ff) wiederholt die Visumpolitik der Ministeriumsspitze kritisiert haben. Anschließend wurde er Deutscher Botschafter in Luxemburg. Zum Abschluss seiner diplomatischen Laufbahn war er von 2006 bis 2009 Botschafter der Bundesrepublik Deutschland in Rumänien.

## Ehrungen
- Orden des Heiligen Schatzes, 3. Stufe (1981)
- Weißer Elefantenorden, Großkreuz (1988)
- Offizier der Ehrenlegion (1996)
- Großes Silbernes Ehrenzeichen für Verdienste um die Republik Österreich (1952) (1997)[1]
- Order of the British Empire, Kommandeur (1998)
- Verdienstorden der Bundesrepublik Deutschland, Verdienstkreuz am Bande (1999)
- Verdienstorden des Großherzogtums Luxemburg, Großkreuz (2002)

## Schriften (Auswahl)
- Die deutsch-luxemburgischen Beziehungen. In: Luxemburg und Europa. Weiss-Verlag 2006.

### Mitherausgeber
- mit Jürgen Henkel: Zwischen Nazis und Persönlichkeiten des Widerstands. Die deutsche Diplomatie in Rumänien 1933 bis 1945 / Între nazişti si personalitați ale rezistenței. Schiller-Verlag, Sibiu (Hermannstadt) / Bonn 2008. ISBN 978-3-941271-34-0.